# Liceul Piarist din Timișoara
Liceul Piarist este un ansamblu arhitectural din Timișoara, destinat inițial liceului înființat de Ordinul Piarist. Ansamblul, în stil Secession, cuprinzând liceul, sediul casei, o biserică-capelă și un internat, a fost proiectat de László Székely și inaugurat în 1909. După Al Doilea Război Mondial în acest complex au funcționat unele facultăți ale Școlii Politehnice Timișoara. Actual, aici își desfășoară activitatea Liceul teologic romano-catolic „Gerhardinum”.
Ansamblul este situat pe bulevardul Regele Ferdinand, între Piața Regina Maria (fostă Horațiu) și str. Piatra Craiului, fiind clasat pe lista monumentelor istorice din județul Timiș cu codul  TM-II-a-A-06159.

## Perioada liceului piarist

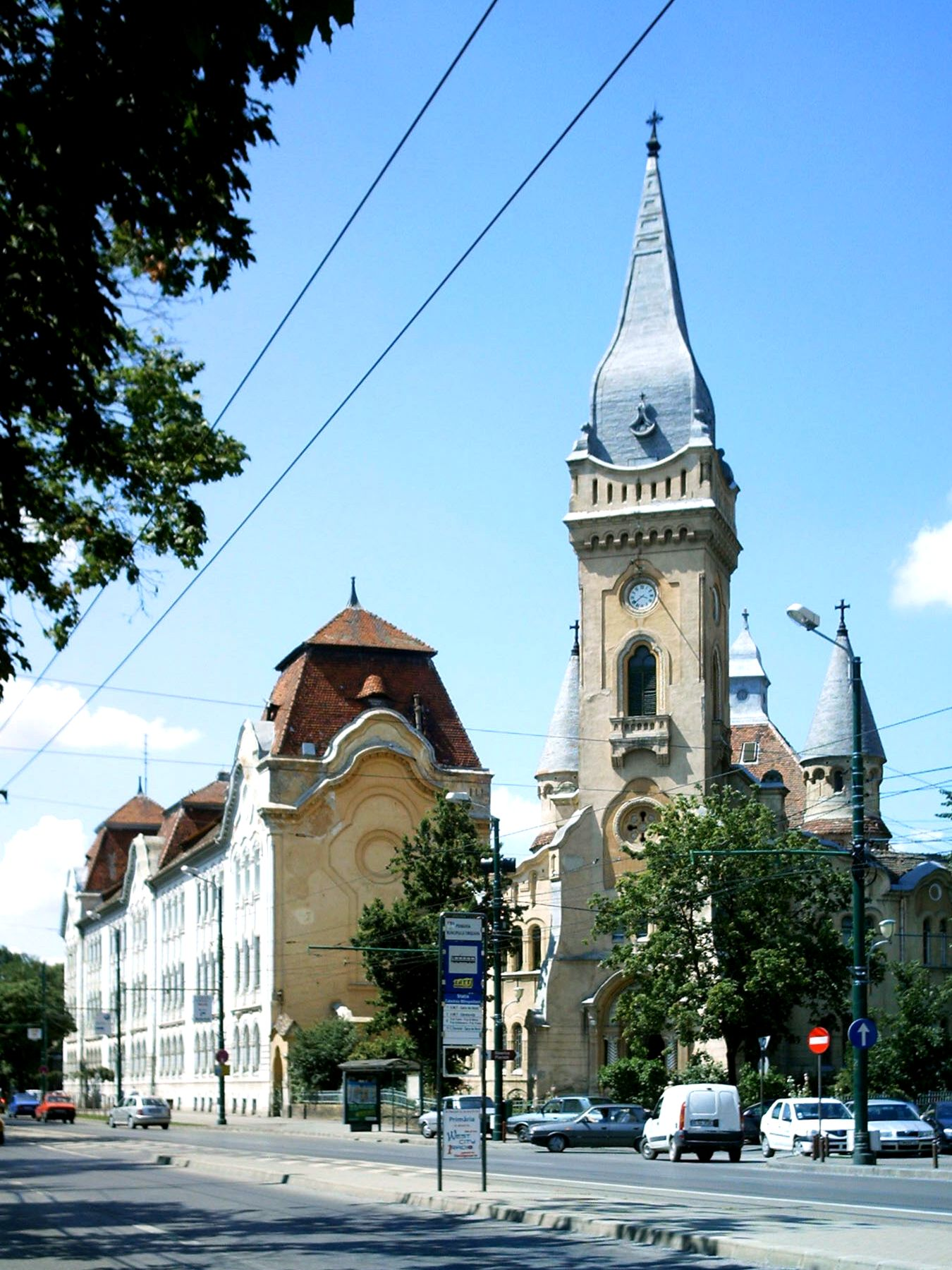
Liceul Piarist din Timişoara şi capela

În Europa Centrală au funcționat școli piariste în șase provincii („ordinariate”): Austria, Cehia-Moravia, Polonia, România, Slovacia și Ungaria.
Nobilul sârb Iacob Bibici și soția sa Margareta Tomian (sau Tomean) au ridicat în 1747, la moșia lor din Sântana, o biserică și o mănăstire, pe care în 1750 le-au predat, împreună cu suma de 15 000 de florini renani, Ordinului Piarist pentru ca acesta să înființeze acolo un gimnaziu. Gimnaziul a fost inaugurat în anul 1751, având trei clase: infima, media și suprema. În anul 1772 s-au mai adăugat două clase, a IV-a și a V-a, care, împreună cu trei clase ale școlii primare, formau cele opt clase ale învățământului din epocă.
În anul 1784 internatul de pe lângă școală a fost închis din ordinul împăratului Iosif al II-lea, iar în 1788 localul școlii a fost rechiziționat pentru spitalul militar al garnizoanei Timișoara. Piariștii au fost obligați să se mute și au placat la Timișoara.
Între timp, la Timișoara iezuiții ridicaseră în 1726 o biserică și o școală, însă numărul elevilor era foarte mic, de exemplu în anul 1769 în toate cele șase clase erau doar 20 de elevi. În anul 1778 gimnaziul a fost închis, după desființarea ordinului iezuit în 1773.
Franciscanii sosiți din Bosnia au zidit între 1733–1736 o biserică în stil baroc. După venirea piariștilor activitatea franciscanilor a scăzut, iar biserica lor a trecut în proprietatea piariștilor, care au folosit-o până în 1911, când a fost demolată, iar pe locul ei a fost construit în anul următor Palatul Băncii de Credit.
La începutul secolului al XIX-lea în liceu erau puțini elevi români, însă această situație se poate datora și faptului că aceștia erau ortodocși și, din ordinul patriarhului sârb, elevii ortodocși nu se puteau înscrie la școlile „nemțești” decât dacă aveau numele sârbizat.
În anul 1802 la gimnaziul piarist, care funcționa în localul seminarului catolic, s-a adăugat și clasa a VI-a. Din 1841 a fost ridicat la rangul de liceu (gimnaziu superior). În anul 1850 a devenit liceu complet (cu 8 clase), cu limba de predare germană. La acea dată liceul avea 12 profesori, un cabinet de fizică, o colecție de mineralogie și un ierbar. În anul școlar 1852–1853 liceul avea 184 de elevi, dintre care 41 germani, 66 unguri, 45 sârbi, 26 români, 4 croați și 2 sloveni. Printre elevii liceului s-a aflat viitorul scriitor Ioan Slavici, care a urmat aici în perioada 1865–1867 clasele a șasea și a șaptea gimnazială. În 1867 limba de predare a devenit cea maghiară.
Treptat, liceul a devenit neîncăpător și s-a construit altul, cel care acum este Colegiul Național Constantin Diaconovici Loga. Liceul piariștilor a rămas liceu confesional romano-catolic, iar numele sub care va fi cunoscut este „Liceul Piarist”.

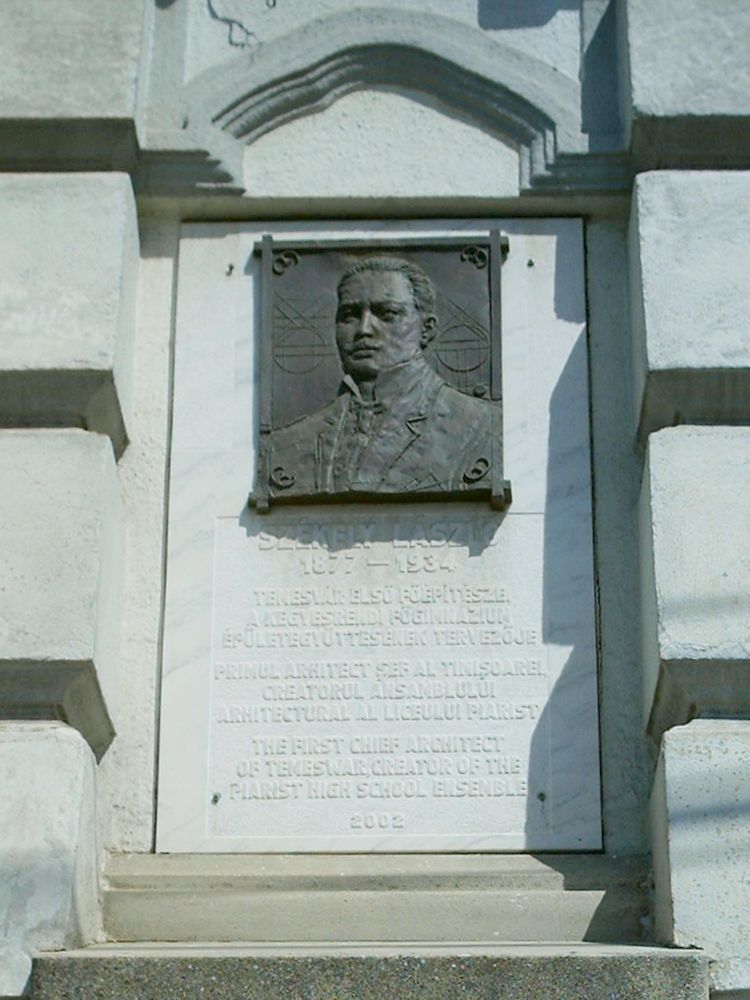
László Székely, arhitectul ansamblului piarist

Locul pe care era construită clădirea liceului era mic. În urma demolării zidurilor cetății Timișoara și a anulării restricțiilor militare privind clădirea construcțiilor în zona din exteriorul zidurilor s-a pus problema construirii unui nou liceu piarist. În 1907 s-a făcut un schimb de terenuri, noul loc având 4000 m², pe care a fost construit un ansamblu arhitectural, proiectat de László Székely în stil Art Nouveau. Ansamblul, cuprinzând liceul, sediul casei, o biserică-capelă și un internat a fost gata în 1909, an în care liceul s-a mutat în noul local. Aici liceul s-a dezvoltat repede, în anul 1919 având 1322 de elevi. Din 1923 limba de predare a devenit cea română.
Stilul de predare era în tradiția scolastică, fără discuții în timpul orelor, ca în toate liceele catolice.
Ultimul călugăr piarist este considerat Való Ferenc (d. 2005), preot la capela liceului.

## Perioada Institutului Politehnic
După Al Doilea Război Mondial, în urma interzicerii de către autoritățile comuniste a activităților ordinelor călugărești ale Bisericii Romano-Catolice, activitatea liceului piarist a încetat. În anul 1946 clădirile liceului și a internatului au fost atribuite Școlii Politehnice Timișoara. Doar capela și-a putut păstra destinația inițială. În 1946 în clădirea liceului a fost mutată Facultatea de Construcții și biblioteca Politehnicii. După 1948, în urma reorganizării Institutului Politehnic, în clădirea liceului a fost mutată cea mai mare parte a Facultății de Electrotehnică, nou înființată, motiv pentru care ansamblul era apelat cu numele de Electro. Tot în clădirea bibliotecii a fost mutată și o parte a laboratoarelor Facultății de Chimie.
În anii 1970, în urma dezvoltării domeniilor electronică și calculatoare clădirea liceului a devenit neîncăpătoare și s-a pus problema construirii unui nou sediu pentru Facultatea de Electrotehnică, sediu care a fost dat în funcțiune în 1976. În noul sediu a fost mutată cea mai mare parte a Facultății de Electrotehnică, motiv pentru care după această dată ansamblul piarist a fost apelat cu numele de Electro veche.
După 1989 a apărut necesitatea retrocedării ansamblului către Biserica Romano-Catolică. Facultatea de Electrotehnică s-a mutat complet în noul sediu, astfel clădirea liceului a fost retrocedată relativ repede, în 1992. Laboratoarele facultății de chimie au fost și ele mutate, deoarece și pentru Facultatea de Chimie se construise în 1982 un nou sediu, însă mutarea bibliotecii a trebuit să mai aștepte. În 2008 a început construcția unui nou sediu pentru ea, inaugurat în 12 noiembrie 2014, când au fost mutate, simbolic, ultimele 100 de cărți.

## Liceul „Gerhardinum”
După retrocedarea a două niveluri din clădirea liceului piarist, în acest spațiu Biserica Romano-Catolică a înființat liceul teologic romano–catolic „Gerhardinum”. Denumirea liceului provine din varianta germană a numelui sfântului Gerard (Gerhard), primul episcop al diecezei de Cenad.
Școala este un liceu de stat, care funcționează sub protecția Episcopiei Romano-Catolice de Timișoara, cu secții de predare în limba română și maghiară. Profilul liceului este teologic-umanist. În cadrul său se predau și materii reale, cum ar fi cursuri de operatori de calculatoare.
După terminarea liceului, în urma susținerii unui examen de competențe profesionale, elevii au dreptul să predea religie în școlile cu clasele I–VIII. Examenul de absolvire al cursului de operatori calculatoare asigură Permisul european de conducere a computerului (ECDL - engleză European Computer Driving License), un certificat recunoscut pe plan internațional.
Liceul are un internat propriu cu o capacitate de 70 locuri. În anul școlar 2007–2008 liceul a avut un număr de 134 elevi. Liceul oferă la admitere un număr de 56 de locuri, adică câte o clasă cu 28 locuri în limbile română, respectiv maghiară.

## Biserica-capelă

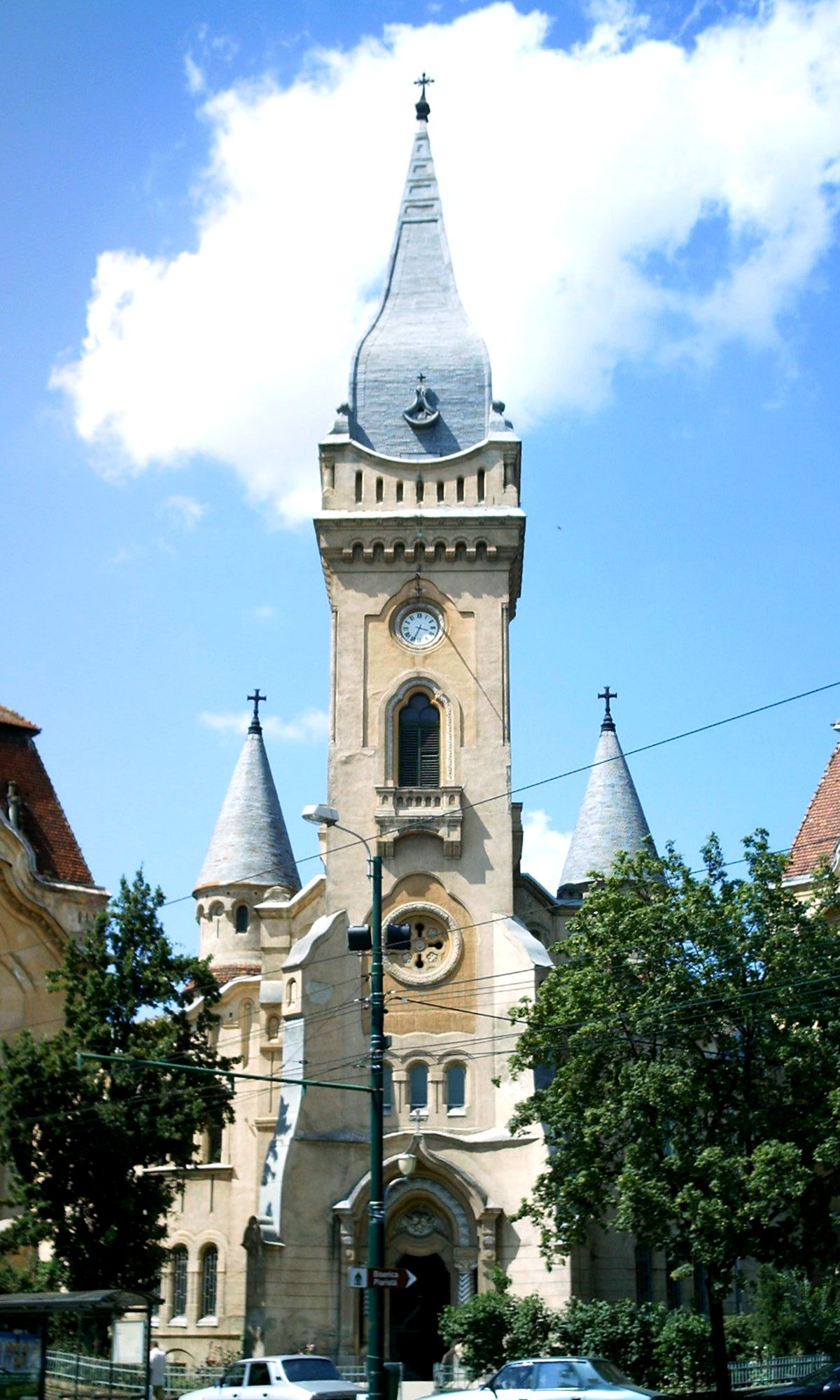
Faţada bisericii Liceului Piarist

Hramul bisericii este „Înălțarea Sfintei Cruci” (14 septembrie).
Biserica dispune de o singură navă, având un transept scurt cu două turnuri amplasate simetric la capătul acestuia și o absidă boltită în trei pânze. Fațada bisericii și turnul elansat contrastează cu volumele masive ale clădirilor laterale. Contraforturile de la baza turnului au și o funcție estetică, conferind turnului un aspect inedit, cu linii curbe și lungi. Turnul este prevăzut în partea mediană cu câte o rozasă (rozetă) ce are în centru un spațiu în formă de cruce. Celor patru rozase le corespunde în partea superioară patru balcoane false ce se continuă cu câte o fereastră alungită terminată în arc treflat.

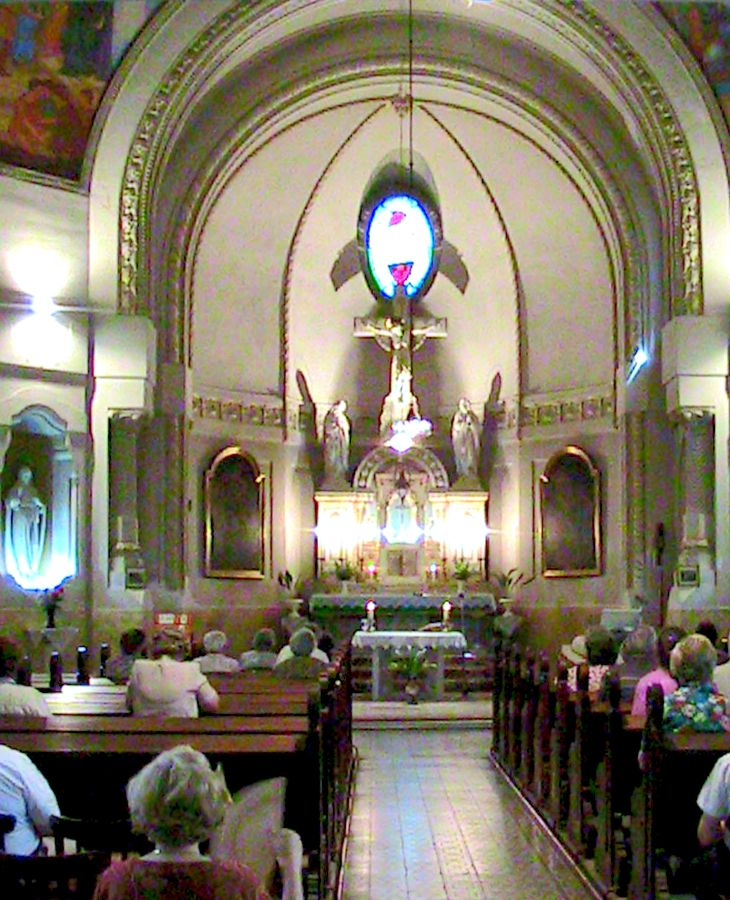
Biserica Liceului Piarist, interior

Portalul de la intrare este format dintr-un rezalit pe care se sprijină un arc în colonadă în stil gotic. Luneta portalului este decorată cu un relief cu îngeri, în stil baroc, rezultând un ansamblu în stil eclectic.
Coridoarele de legătură ale bisericii cu cele două corpuri laterale sunt prevăzute cu un șir de ferestre trigeminate, geminate și simple ce se termină în arc în plin cintru. Pe partea din spate a bisericii, în dreptul absidei se află o decorație din ocnițe false stilizate după tradiția bizantină. Unitatea decorației constă în faptulcă motivele decorative ale fațadelor se regăsesc pe fațada bisericii, inclusiv cele șase linii orizontale.
Greutatea pronaosului se descarcă prin coloane și pilaștri. Coloanele sunt decorate cu motive florale și cruciforme. Interiorul bisericii este zugrăvit în alb și auriu. În interior biserica păstrează câteva elemente din vechea biserică a franciscanilor, demolată în 1911. Altarele secundare au fost executate la München.